# Цвинген
Цвинген (нем. Zwingen) — коммуна в Швейцарии, в кантоне Базель-Ланд.
Входит в состав округа Лауфен. Население составляет 2132 человека (на 31 марта 2008 года). Официальный код — 2793.

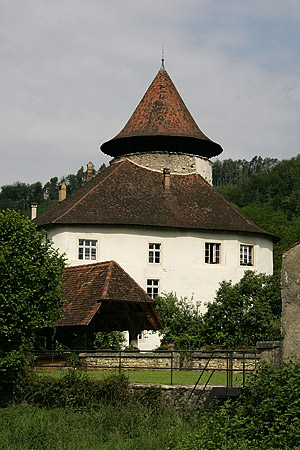
Замок